# Olympische Winterspiele 1932/Bob – Viererbob (Männer)
Der Viererbob der Männer bei den Olympischen Winterspielen 1932 in Lake Placid bestand aus vier Läufen, von denen zwei am 14. und zwei am 15. Februar 1932 ausgetragen wurden. Austragungsort war die Olympia-Bobbahn Mount Van Hoevenberg. Am Start waren 28 Teilnehmer aus 5 Ländern. Olympiasieger wurden Billy Fiske, Edward Eagan, Clifford Gray und Jay O’Brien aus den Vereinigten Staaten mit einer Gesamtzeit von 7:53,68 Minuten. Die Silbermedaille holten ihre Landsmänner Henry Homburger, Percy Bryant, Paul Stevens und Edmund Horton vor den Deutschen Hanns Kilian, Max Ludwig, Hans Mehlhorn und Sebastian Huber, die die Bronzemedaille gewannen.

## Ergebnisse
| Rang | Athleten                                                                       | Nation             | Lauf 1     | Lauf 1 | Lauf 2     | Lauf 2 | Lauf 3     | Lauf 3 | Lauf 4     | Lauf 4 | Gesamt     |
| Rang | Athleten                                                                       | Nation             | Zeit (min) | Rang   | Zeit (min) | Rang   | Zeit (min) | Rang   | Zeit (min) | Rang   | Zeit (min) |
| ---- | ------------------------------------------------------------------------------ | ------------------ | ---------- | ------ | ---------- | ------ | ---------- | ------ | ---------- | ------ | ---------- |
| 001  | Billy Fiske Edward Eagan Clifford Gray Jay O’Brien                             | Vereinigte Staaten | 2:00,52    | 1      | 1:59,16    | 1      | 1:57,41    | 1      | 1:56,59    | 2      | 7:53,68    |
| 002  | Henry Homburger Percy Bryant Paul Stevens Edmund Horton                        | Vereinigte Staaten | 2:01,77    | 2      | 2:01,09    | 2      | 1:58,56    | 3      | 1:54,28    | 1      | 7:55,70    |
| 003  | Hanns Kilian Max Ludwig Hans Mehlhorn Sebastian Huber                          | Deutsches Reich    | 2:03,11    | 3      | 2:01,34    | 3      | 1:58,19    | 2      | 1:57,40    | 3      | 8:00,04    |
| 004  | Reto Capadrutt Hans Eisenhut Charles Jenny Oscar Geier                         | Schweiz            | 2:06,81    | 4      | 2:03,40    | 4      | 2:01,47    | 4      | 2:00,50    | 5      | 8:12,18    |
| 005  | Teofilo Rossi di Montelera Agostino Lanfranchi Gaetano Lanfranchi Italo Casini | Italien            | 2:07,87    | 5      | 2:06,62    | 5      | 2:07,94    | 7      | 2:01,78    | 6      | 8:24,21    |
| 006  | Alexandru Papană Alexandru Ionescu Ulise Petrescu Dumitru Hubert               | Rumänien           | 2:09,09    | 6      | 2:14,32    | 7      | 2:02,00    | 5      | 1:58,81    | 4      | 8:24,22    |
| 007  | Walther von Mumm Hasso von Bismarck Gerhard von Hessert Georg Gyssling         | Deutsches Reich    | 2:11,59    | 7      | 2:11,72    | 6      | 2:07,89    | 6      | 2:04,25    | 7      | 8:35,45    |